# Vacaciones para Ivette
Vacaciones para Ivette és una pel·lícula espanyola dirigida per José María Forqué en 1964.

## Sinopsi
La pel·lícula, en to costumista, mostra els primers anys de la prudent obertura dels espanyols a l'estranger durant la dictadura franquista, a través d'un intercanvi de vacances dels nens de dues famílies, la una espanyola i l'altra francesa.
No obstant això el nen francès que esperaven sofreix un accident abans d'emprendre el viatge i qui arriba és la seva germana, una jove francesa atractiva que revoluciona la família. D'altra banda el nen espanyol ha de desembolicar-se a París.

## Premis i nominacions
Cercle d'Escriptors Cinematogràfics
| Any  | Categoria            | Pel·lícules               | Resultat  |
| ---- | -------------------- | ------------------------- | --------- |
| 1964 | Millor guió original | Pedro Masó Vicente Coello | Guanyador |